# Alexander Bertram Joseph Minola
Alexander Bertram Joseph Minola (auch Alexander Minola; * 19. März 1759 in Linz am Rhein; † 9. November 1829 in Bonn) war ein deutscher römisch-katholischer Geistlicher, Gymnasiallehrer und Historiker.

## Leben
Minola war Sohn eines Kaufmanns und Enkel eines Bürgermeisters von Linz am Rhein. Er besuchte die Elementarschule und das Linzer Gymnasium, bevor er die Grundlagen der Philosophie und Theologie an der Koblenzer Jesuitenschule hörte. Anschließend absolvierte er die Theologische Fakultät Trier. Seine Priesterweihe erfolgte 1782.
Minola wurde 1786 von Kurfürst Clemens Wenzeslaus von Trier an das Kurfürstliche Koblenzer Gymnasium berufen. Dort wirkte er, bis es 1804 zu einer Umgestaltung des Schulwesens durch die französische Herrschaft kam. Er ging zu einem Freiherrn von Hoerde zu Schwarzenrabe. Als dessen Archivar sichtete und ordnete er das Archiv, zudem befasste er sich mit der Landesgeschichte Westfalens. Als 1814 das Bonner Gymnasium wiedererrichtet wurde, erhielt er dort eine Stelle als Lehrer für Geschichte und Geographie. 1818 musste er allerdings aus gesundheitlichen Gründen das Lehramt wieder niederlegen.
Bis zu seinem Lebensende beschäftigte er sich mit wissenschaftlichen, insbesondere historischen Studien.

## Werke (Auswahl)
- Geographisch-historische Beschreibung der Canäle, Köln 1802.
- Kurze Übersicht dessen, was sich unter den Römern seit Jul. Cäsar bis auf die Eroberung Galliens durch die Franken am Rheinstrom merkwürdiges ereignete, 2. vermehrte Auflage, Mathieux, Köln 1816. (online)
- Köln und seine Merkwürdigkeiten für den Alterthums-Forscher und Kunstliebenden, Mathieux, Köln 1818.
- Beiträge und Uebersicht der Römisch-deutschen Geschichte, 2. Auflage, Köln 1833.
- Beiträge zur Geschichte der Stadt Linz a. Rh., Trier 1882.
- Die Franzosen in Coblenz 1794 bis 1797, Görres, Koblenz 1916 (herausgegeben von Hermann Cardauns).